# Causal (cas)
Pour les articles homonymes, voir Causal.
En linguistique, le causal, ou causatif, est un cas exprimant la raison ou le motif de l'action exprimée par le verbe principal.